# Morgan (paard)

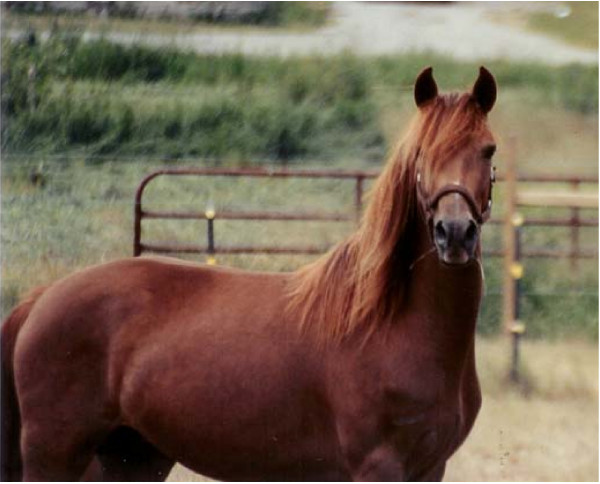
Morgan, vos

De morgan is een van de belangrijkste paardenrassen in de Verenigde Staten. Het ras is vernoemd naar de componist en paardenfokker Justin Morgan (1747-1798) uit Massachusetts. De morgan wordt tegenwoordig overal ter wereld gezien.

## Geschiedenis
Justin Morgan verhuisde in 1788 naar Vermont en kocht een jonge kleine hengst (stokmaat 1,40 m) genaamd Figure. Het was onbekend wat voor ras Figure was. Vermoedelijk was hij een afstammeling van de volbloedhengst True Briton. Hij werd beschouwd als stamvader van het morganras.
Figure stierf in 1821. Drie van zijn nakomelingen, de hengsten Sherman, Bulrush en Woodbury, gaven alle goede eigenschappen van Figure door aan de volgende generaties morgans.

## Kenmerken
De morgan is een klein, compact en veelzijdig paard, prima geschikt als gezinspaard. Hij wordt gebruikt in verschillende takken van wedstrijdsport en vooral in de drafsport maar is ook uitermate geschikt voor de recreatie. De morgan heeft tijdens de presentatie een typische houding met de voorhand naar voren geplaatst en de achterhand gestrekt naar achteren. Het hoofd behoort kort en expressief te zijn met een breed voorhoofd, grote ogen en een rechte of enigszins holle neusrug. De oren zijn kort en welgevormd en staan ver uit elkaar. De morgan heeft een goed uithoudingsvermogen en een zachtaardig karakter.

## Afbeeldingen

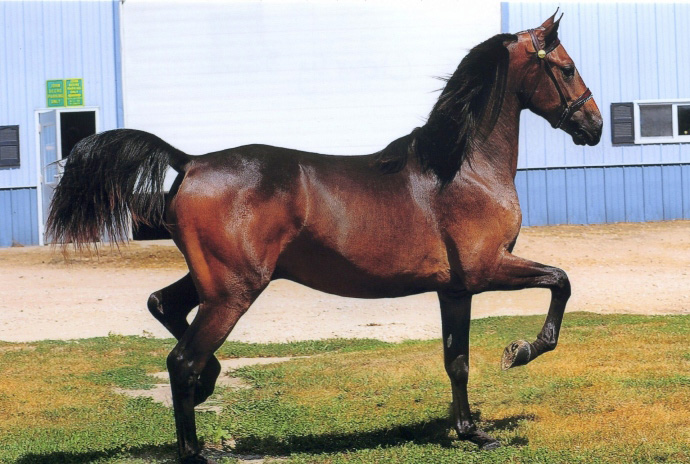
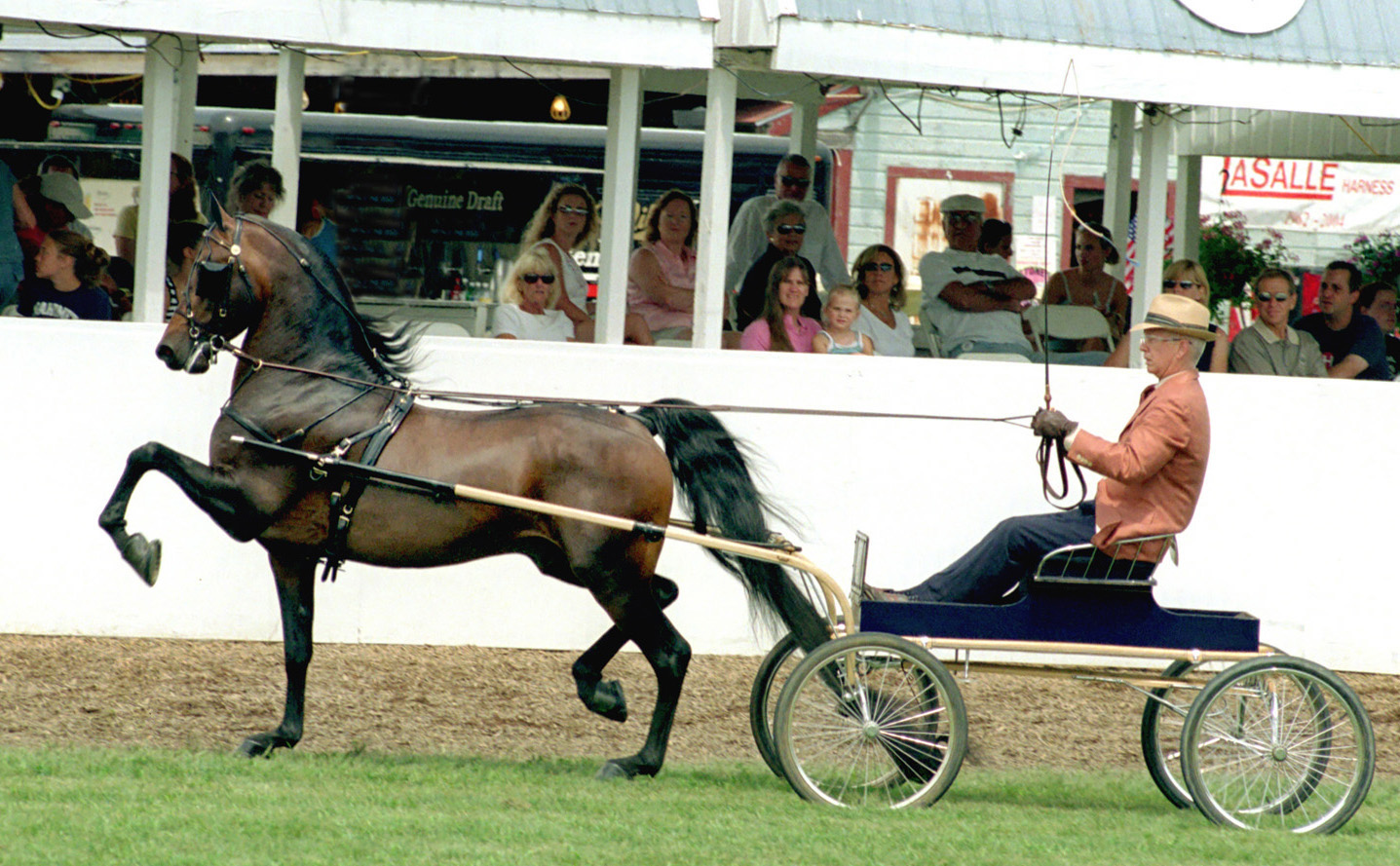
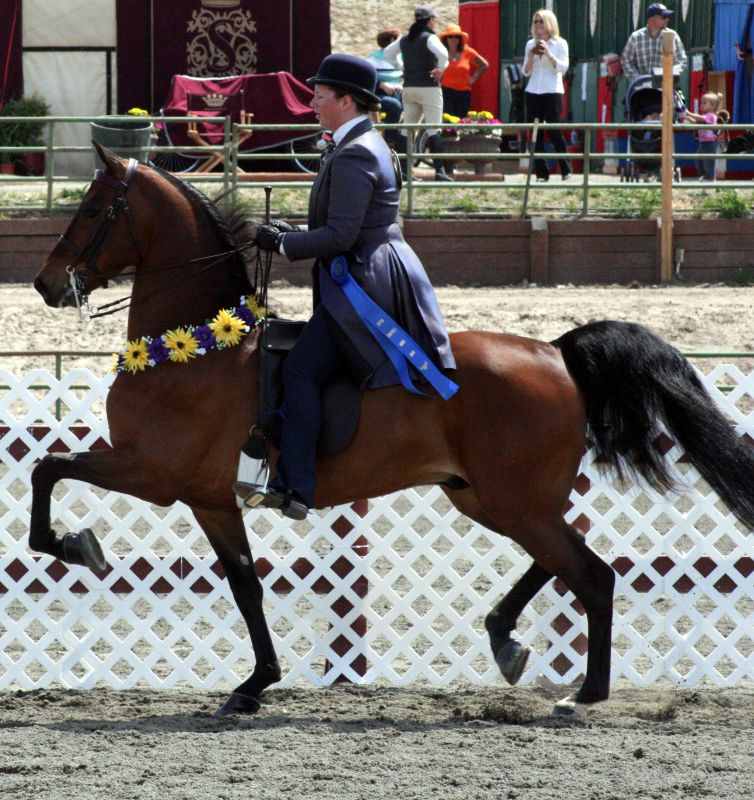